# 河合修治
河合修治（かわい　しゅうじ）（昭和9年（1934年）―　）は、元官僚、犯罪研究者、翻訳家。
愛知県豊橋市生まれ。昭和31年（1956年）東京大学法学部卒。自治省に勤め、行政局など。欧米犯罪事件の翻訳、紹介を多く行っている。

## 翻訳
- 殺人紳士録 J.H.H.ゴーテ,ロビン・オーデル 河合総合研究所・弥生書房 1986年.6月
- 実録・ヨーロッパ殺人シリーズ 1-7 ジョン・ダニング 中央アート出版社 1989年-1990年
- 恐怖の地下室 ケン・イングレイド 中央アート出版社 1991年.9月
- 死の腕 ヘンリー・リー・ルーカス物語 マックス・コール 中央アート出版社 1991年.7月　のち改題「ハンド・オブ・デス」
- 死のレッスン /ケン・イングレイド 中央アート出版社 1992年.1月
- 完璧な犠牲者 クリスティーン・マックガイア,カーラ・ノートン 中央アート出版社 1992年.5月　のち角川文庫
- 11人の女性死刑囚 トム・クンクル,ポール・アインスタイン 中央アート出版社 1992年.9月
- セックスキラーズ /ノーマン・ルーカス 中央アート出版社 1992年.12月
- 美しき犠牲者 ブルース・ギブニー 中央アート出版社 1993年.9月
- ボニー&クライド /ジョン・トレハーン 中央アート出版社 1993年.4月 （Non-fiction mystery）
- ロシアの死神 レッド・リッパー/ ピーター・コンラディ 中央アート出版社 1994年.2月
- 運命の殺人者たち J.ロバート・ナッシュ 中央アート出版社 1996年.1月 のち改題「セレブ殺人事件」
- 丘腹の絞殺魔 ダーシイ・オブライエン 中央アート出版社 1996年.11月 （Non-fiction mystery）
- ゲインズヴィルの切り裂き魔 メアリ・S.リザック 中央アート出版社 1997年.9月 （Non-fiction mystery）
- 犯罪と捜査 あらゆる犯罪の手口と科学捜査の実際をビジュアルで披露 ブライアン・レーン（日本語版監修）同朋舎 1998年.12月 （ビジュアル博物館 ）
- 女性殺人犯 ジョン・ダニング 中央アート出版社 2002年.3月 （海外ノンフィクションミステリー）

## 参考
- http://bookweb.kinokuniya.co.jp/htm/4813605621.html